# Pasta de anchoas
La pasta de anchoas son anchoas en salazón desaladas y machacadas en mortero hasta formar una pasta homogénea. Se utiliza como salsa, condimento o ingrediente de platos de diferentes gastronomías del mundo, entre las cuales la británica, la española, la filipina, la italiana, la marroquí y la vietnamita. A menudo, la pasta de anchoas se comercializa en tubos.
La pasta de anchoas puede incluir otros ingredientes como especias, vinagre o agua. A veces también colorante alimentario. Una versión francesa con mantequilla se denomina «mantequilla de anchoas» (en francés: beurre d'anchois).

## Historia
La pasta de anchoa se ha utilizado durante siglos como condimento rudimentario. En la Antigüedad clásica se preparó el allec, que es la pasta resultante de la preparación del liquamen (un predecesor del garum hecho con varios pescados grasos, incluidas las anchoas). El allec es considerado un «precursor de la pasta de anchoas». La pasta de anchoas también se ha descrito como un «descendiente del garum».

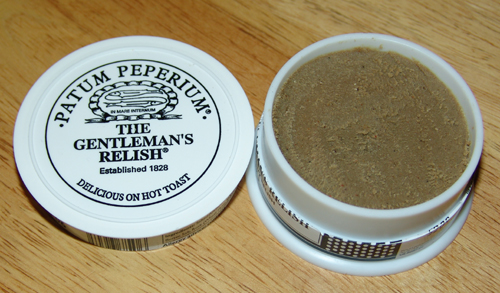
Gentleman's Relish (también conocido como Patum Peperium)

La pasta de anchoas se refinó en el siglo xix, cuando comenzó a aparecer en recetarios y otras publicaciones de varios países. Una marca popular de pasta de anchoas es Gentleman's Relish (también conocida como Patum Peperium), fundada en 1828, que todavía hoy, más de doscientos años después, se sigue comercializando. Esta pasta de anchoas contiene mantequilla, hierbas y especias, cuya receta es guardada en secreto por Elsenham Quality Foods, la empresa que lo fabrica desde 1971. La pasta de anchoas en tubo fue producida por primera vez hacia 1850 por Cesare Balena, en Peretola (Florencia). Otra empresa inglesa conocida hasta la actualidad es Burgess, que data de 1880. Estas pastas se envasan en tarros de estilo victoriano que son muy apreciados por los coleccionistas.
En 2004, el principal exportador de pasta de anchoas fue el Reino de Marruecos.

## Preparación

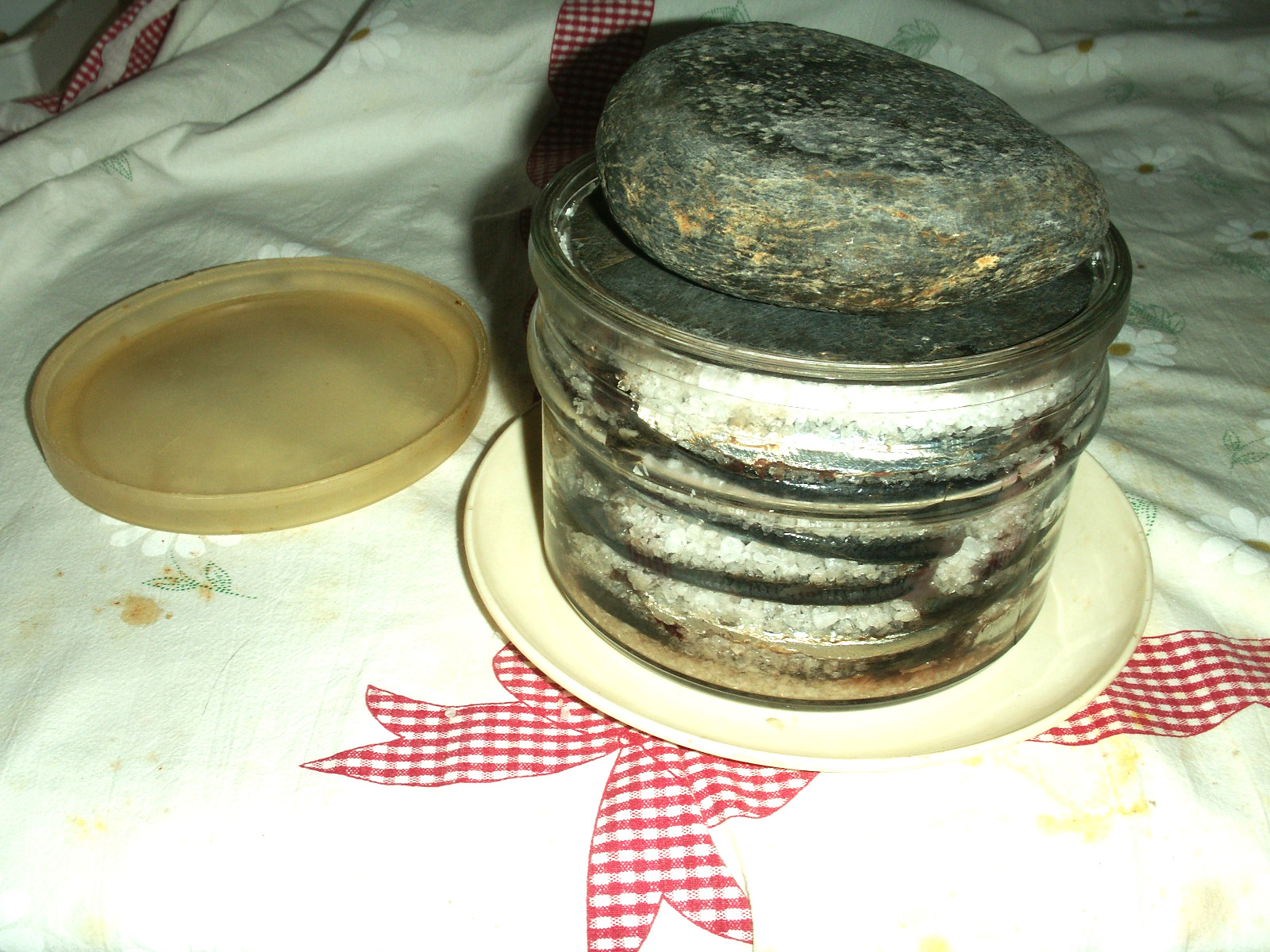
Arbanella de anchoas en salazón

La preparación varía según si el producto se consume de inmediato o se desea conservar por algunos meses, y la diferencia entre ambas recetas recae en la inclusión de sal, agente conservante natural:  
- Para un consumo inmediato, las anchoas se desalan con agua y se limpian (retirando las espinas, aletas dorsales y ventrales, y la cola). Luego, se trituran en un mortero hasta obtener una pasta homogénea.
- Para hacer una conserva, se elimina la mayor cantidad de sal posible sin lavarlas. Luego se les retiran las espinas, aletas y cola, y se trituran en un mortero hasta obtener una pasta homogénea. Esta versión, más salada, se guarda en un frasco con una capa de aceite superior y se refrigera.

A esta receta se le pueden añadir diversas hierbas y especias. El mortero se puede sustituir por un procesador de alimentos.

## Por región

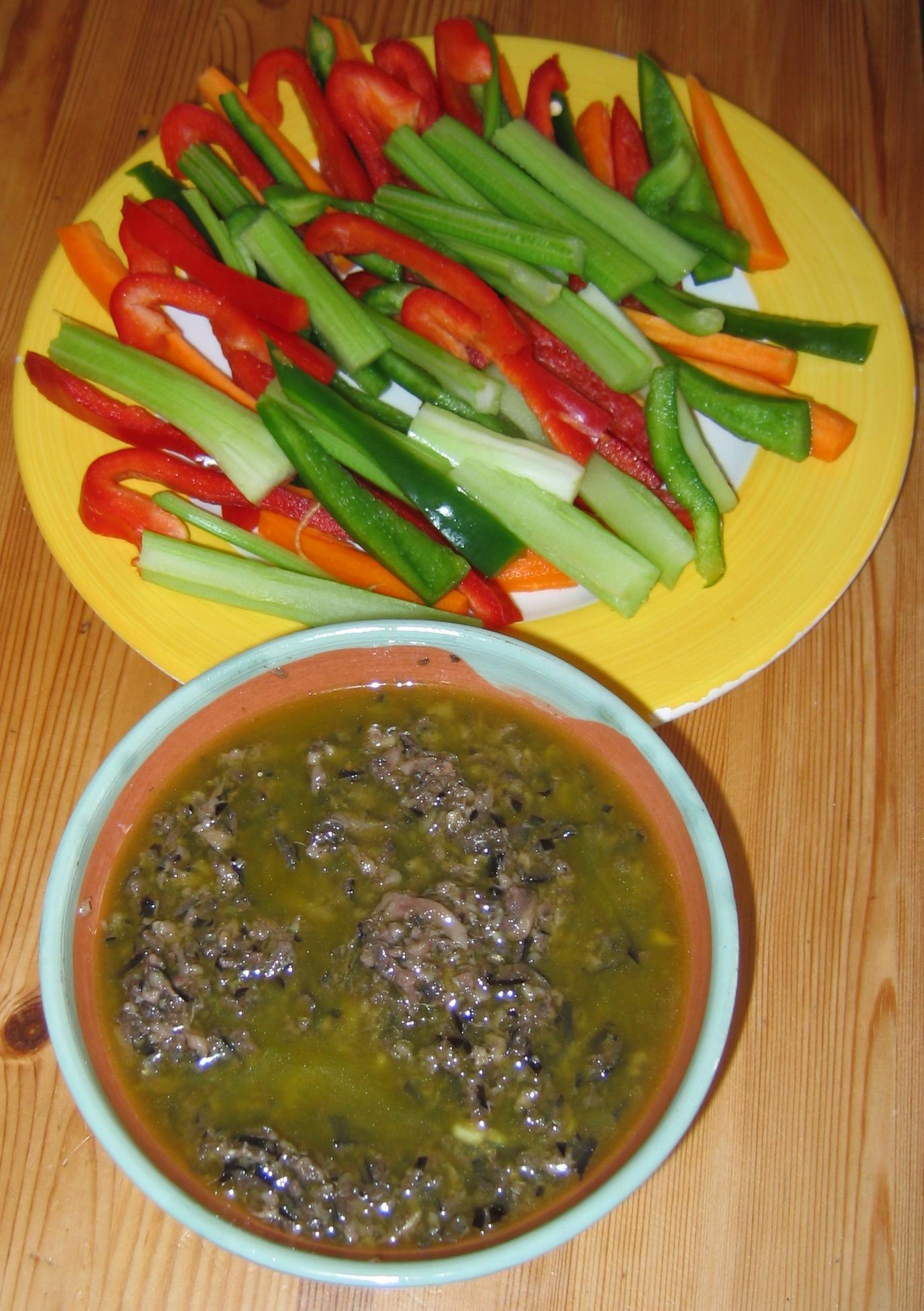
Pinzimonio con pasta de anchoas y aceitunas negras

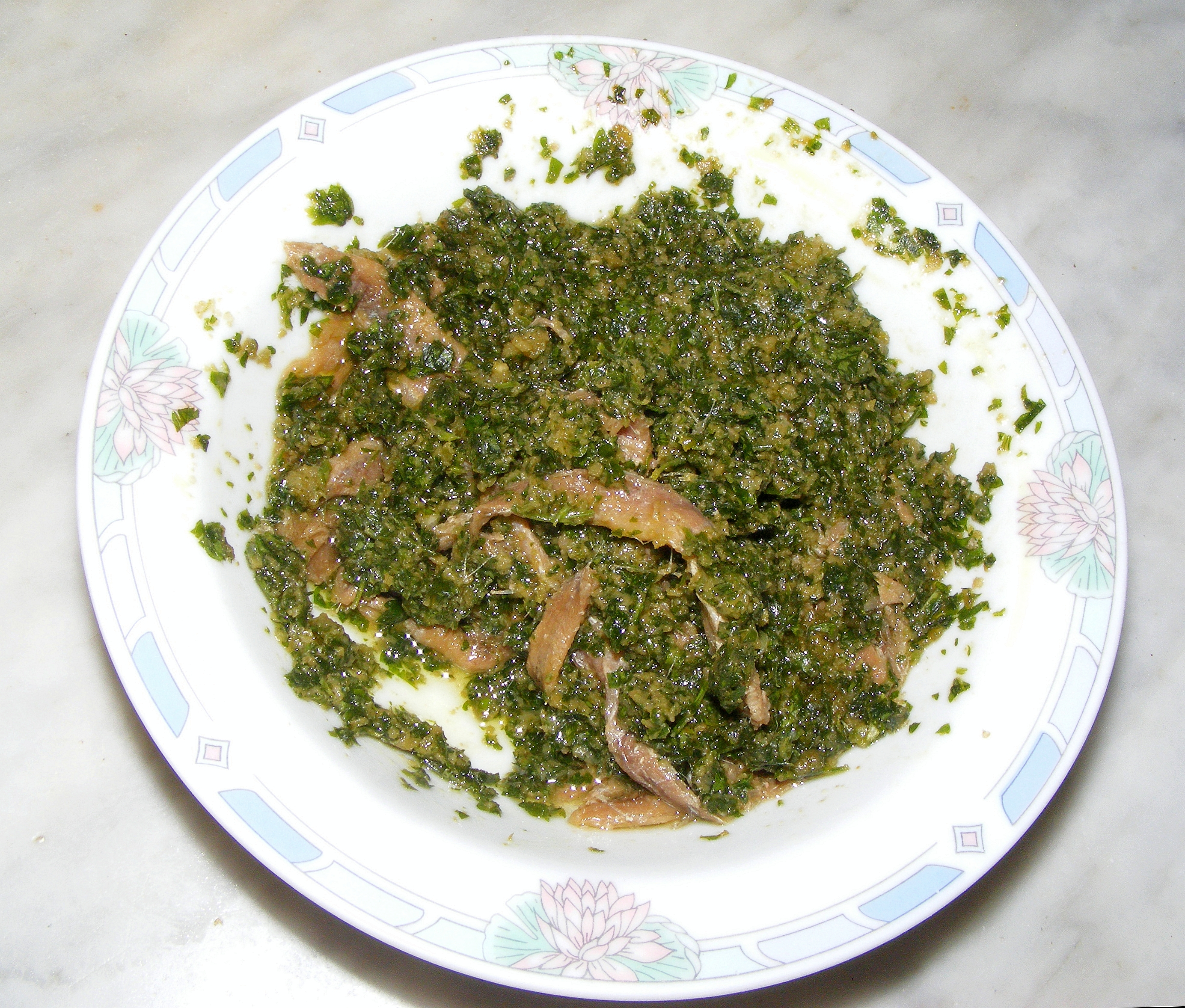
Anciove al verd, anchovada piamontesa

- Francia y España. La anxovada es una tradición culinaria del departamento de Pirineos Orientales (Francia) y la provincia de Gerona (España). Esta tradición catalana es casi idéntica a la occitana  anchoiada (en francés: anchoïade). La versión provenzal es una crema de pasta de anchoas con aceitunas negras, aceite y hierbas de Provenza,[19] compuesta por un 19% de tomillo, 26% de romero, 3% de albahaca, 26% de orégano, 26% de ajedrea, y/o hinojo, salvia, mejorana y menta.
- Italia. En Italia, la pasta d'acciughe o acciugata es muy típico de las provincias de Savona e Imperia (Liguria), así como el archipiélago toscano. En el Piamonte, la pasta de anchoas puede enriquecerse con yema de huevo duro, alcaparras[20] y miga de pan con vinagre. Esta variante piamontesa es la base del bagnet verd, al que también se le añade ajo y perejil. Algunos incluyen ajo en pequeñas cantidades o piñones. Todos los ingredientes se trituran en un mortero hasta obtener una pasta homogénea.
- Reino Unido. El Patum Peperium, conocido como Gentleman's Relish, es una especialidad inglesa: un paté de pasta de anchoas con mantequilla, especias exóticas y hierbas aromáticas.[21]

## Maridaje con vinos
- Cortese di Gavi
- Chardonnay Collio Goriziano